# Melchior Neumayr
Melchior Neumayr (Munique, 24 de outubro de 1845 – Viena, 9 de janeiro de 1890) foi um paleontólogo, pesquisador e professor universitário austro-húngaro de grande importância na área no século XIX. 
Em Viena, como professor, dirigiu um instituto paleontológico considerado o primeiro do gênero no mundo. Neumayr trabalhou com amonites do Jurássico e do Cretáceo e com moluscos de água doce do Terciário. Foi um dos primeiros defensores da teoria da evolução de Charles Darwin.

## Biografia
Neumayr nasceu em Muniquem em 1845, mas passou boa parte da infância em Stuttgart. Era filho do Ministro de Estado da Baviera, Max von Neumayr. Seguindo a tradição familiar, Neumayr começou a estudar Direito na Universidade de Munique em 1863, mas logo seguiu sua vocação para as pelas ciências naturais. Lá ele foi aluno de Albert Oppel e Carl Wilhelm von Gümbel. Após estudar na Universidade de Heidelberg com Ernst Wilhelm Benecke e Robert Wilhelm Bunsen, defendeu seu doutorado em 1867.

## Carreira
De 1868 a 1872, Neumayr foi geólogo do Serviço Geológico da Áustria (GRA), em Viena, publicou uma descrição da formação jurássica baseada em características fósseis no anuário do GRA, incluindo uma lista de publicações contemporâneas sobre o assunto. Sua habilitação na Universidade de Heidelberg ocorreu em 1872.
Por decisão ministerial de 20 de novembro de 1873, a Universidade de Viena criou uma cátedra de paleontologia para Neumayr, sendo provavelmente o primeiro e, portanto, o mais antigo instituto paleontológico do mundo. O novo instituto foi equipado com sala de aula própria e laboratórios.
No mesmo ano, Neumayr foi indicado como chefe do instituto como professor associado de paleontologia. Nesta posição, criou uma grande coleção paleontológica a partir de sua própria coleção de espécimes fósseis, que recebeu grande atenção sob o nome de “Museu Universitário Paleontológico” (nome que existiu até 1903).
Neumayr fez parte do Ministério da Educação, por decreto de 2 de junho de 1875, participando de uma expedição plurianual que previa a realização de pesquisas geológicas no “Oriente” lideradas por universidades austríacas confiado à sua gestão. Friedrich Teller (1852–1913) e Leo Burgerstein o acompanharam. Outros geólogos estiveram envolvidos neste trabalho, que os levaram à [[Grécia], a inúmeras ilhas do Mar Egeu e ao que hoje é a Turquia.
Em 1879 foi nomeado professor titular de paleontologia. No mesmo ano casou-se com Paula, filha de seu amigo Eduard Suess.
As viagens científicas à Grécia e ao Egeu foi praticamente concluída em 1880, com uma publicação abrangente editada por ele. Seu trabalho foi finalmente reconhecido ao ser nomeado membro correspondente da Academia Imperial de Ciências de Viena a partir de 1882.

## Morte
Neumayr morreu em Viena, em 9 de janeiro de 1890, aos 44 anos, em consequência de uma doença pulmonar.